# Jean-Marie Barrère
 (juillet 2013).
Si vous disposez d'ouvrages ou d'articles de référence ou si vous connaissez des sites web de qualité traitant du thème abordé ici, merci de compléter l'article en donnant les références utiles à sa vérifiabilité et en les liant à la section « Notes et références ».
Jean-Marie Barrère est un documentariste,, réalisateur TV et grand reporter,, né le 6 janvier 1960. 
Diplômé du CFJ (Centre de Formation des Journalistes (Promotion 1986), il travaille brièvement pour le journal Libération et l'Agence France Presse (AFP). Puis, à partir de 1988 et jusqu'en 2001, il exerce essentiellement à la télévision comme journaliste ou reporter d'images pour divers magazines ou émissions telles que "La Marche du Siècle" de Jean Marie Cavada puis Capital avec Emmanuel Chain. Dès 1995, il rejoint l'agence CAPA où il participe régulièrement à plusieurs émissions ou grands reportages. En 1999 il couvre la guerre en Yougoslavie. Dès 2001, tout en poursuivant son activité de grand reporter, il se lance dans le documentaire pour diverses chaînes de télévision (Arte, France 5, Canal +, France 3, France 2). Il réalise plusieurs dizaines de films et co-produit notamment avec l'agence Point du Jour des documentaires d'auteur dont la particularité, malgré la variété des thématiques,  est de prendre systématiquement leur source à Gabarret, son village natal en Gascogne.
À partir de 2006, il co-réalise avec Marc Dozier plusieurs films en Papouasie Nouvelle Guinée. "L'Exploration Inversée" produit par Bonne Pioche pour Canal + raconte la découverte du monde des blancs par deux Papous qui visitent la France (en réalité, un portrait drôle et féroce de notre société moderne occidentale). 
En 2017 il renoue avec le grand reportage et se rend en particulier à Mossoul en Irak pour couvrir la chute de Daesh.
Il réalise plusieurs films à caractère historique dont "Les tribunaux d'Hitler" (Arte - 2023)

## Filmographie
- Les tribunaux d'Hitler (Arte)
- Les reines de l'arène (Arte)
- Mossoul Année Zéro (Arte)
- L'exploration Inversée (Canal +)
- Danse avec les Papous (France 5)
- Déclics de l'Histoire (Arte)
- Rugby Attitude : to be or not rugby[1]
- Robert et les Ombres[1], (France 3)
- Le Complexe de la bécasse[2] (France 3)
- Les Nouveaux Explorateurs (Canal +)
- Urgences Veto (France 5)
- Hollywood/Pentagone, les Liaisons dangereuses (Canal +)
- Les enfants du Ku Klux Klan (Match TV)
- Nicaragua : la "Langouste Blanche" ou la route de la cocaïne (France 3)
- Ghomshassar, Haut Karabagh (Arte)
- Course Landaise : "les reines de l'arène" (Arte)
- Mexico : un taxi et des Voleurs (France 5)
- Dans l'œil du Croco (France 5)
- Au cœur de la Mousson (France 5)
- Les petites mains du Taj Mahal (France 5)
- Kosovo, au cœur de la Haine (M6)
- Shanghaï, la ville de tous les désirs (France 3)
- Thomas Miller… 20 ans dans les couloirs de la mort[1] (Réal : Anne Gintzburger / Canal +)
- Passeport pour le crime à la Nouvelle Orléans (13eme rue)
- Mayotte, les Gardiens du Patrimoine (France Ö)
- Mayotte, l'Archipel aux esprits (France Ö)
- Obesity City (France 2 - Envoyé Spécial)